# Commission internationale de juristes
Pour les articles homonymes, voir CIJ et Commission internationale (homonymie).
La Commission internationale de juristes (CIJ) est une organisation non gouvernementale internationale (ONGI) de défense des droits de l'homme créée en 1952. La Commission est composée d'un groupe permanent de 60 éminents juristes (magistrats et avocats), comprenant des membres de la haute magistrature de l'Australie, du Canada, et de l'Afrique du Sud. L'ancienne commissaire des Nations unies pour les droits de l'homme et présidente d'Irlande, Mary Robinson, présida la commission de 2008 à 2010 et en janvier 2011, Pedro Nikken, qui fut président de la Cour interaméricaine des droits de l'homme, lui succéda.
La Commission est soutenue par un secrétariat international ayant son siège à Genève, en Suisse, et géré par des avocats établis à partir d'un large éventail de compétences et de traditions juridiques. Le Secrétariat et la Commission s'engagent dans un travail de plaidoyer et des politiques visant à renforcer le rôle des avocats et des juges dans la protection et la promotion des droits de l'homme et la primauté du droit. En outre, la CIJ compte des sections nationales et des sociétés affiliées dans plus de 70 pays. Compte tenu de la nature juridique du travail de la CIJ, l'adhésion à ces sections provient principalement de personnalités de professions juridiques : avocats, juges, professeurs de droit et étudiants en droit,.
La commission a été financièrement soutenue par la CIA jusqu'en 1967, de façon si secrète que la plupart de ses membres et responsables l'ignoraient,. En 1970, Niall MacDermot succéda à Seán MacBride et mit fin à son soutien par la CIA, la menant plus tard, grâce à la qualité juridique et factuelle de ses rapports de missions sur le terrain, parmi les premières organisations internationales non-gouvernemenrales (OING) travaillant dans le monde pour la promotion et la protection des droits de l’homme,.
Elle a un statut consultatif au Conseil économique et social des Nations unies, à l'Unesco, au Conseil de l'Europe et à l'Organisation de l'unité africaine.

## Histoire

### Origines
Née au front idéologique du Berlin divisé par la Seconde Guerre mondiale, la CIJ fut fondée en mémoire de l'avocat d’Allemagne de l'Ouest Walter Linse qui, avec le Dr Theo Friedlander, révélait les violations des droits de l'homme commises dans la zone soviétique. Le 8 juillet 1952, des agents secrets d'Allemagne de l'Est l'enlevèrent et le livrèrent au KGB. En dépit d'une pétition signée par 20 000 citoyens de Berlin et l'appel public du chancelier de la République fédérale d'Allemagne Konrad Adenauer pour sa libération, le Dr Linse fut exécuté à Moscou le 15 décembre 1953 sur « accusation d'espionnage ». Cet événement conduisit un groupe d'avocats à fonder une organisation vouée à la défense de droits de l'homme se basant sur la primauté du droit. C'est en 1952 que fut convoquée la conférence fondatrice de la Commission internationale de juristes,,.

### Financement de 1952 à 1967
Dans un livre publié en 1994, The International Commission of Jurists, Global Advocates for Human Rights, le professeur Howard B. Tolley Jr. explique comment la formation de la CIJ a été financée en secret par la CIA en tant qu'instrument de la guerre froide, à l'insu de la majorité de ses responsables et membres. La CIA fut derrière l'organisation d'un congrès inaugural à Berlin, afin de lutter contre l'association internationale des juristes démocrates (AIJD),. Si la formation de la CIJ a tout d'abord été financée par la CIA par l’intermédiaire de l’American Fund for Free Jurists, le rôle de cette centrale était inconnu de la plupart des membres et responsables de la CIJ.
Yves Dezalay (influencé par Pierre Bourdieu) et Bryant G. Garth rapportent que des juristes américains, dont Allen Dulles, président du Council of Foreign Relations et directeur adjoint de la CIA, et John J. McCloy, décidèrent de créer et de financer des organisations internationales dans le but de contrer l’AIJD, contrôlée pendant la guerre froide par l'Union soviétique, en défendant les principes juridiques en vigueur à l'Ouest et en organisant la lutte contre toutes les formes d'injustice dans les pays communistes.
Le financement par la CIA fut révélé publiquement en 1967. L'organisation y a survécu après une période de réforme sous la direction du secrétaire général Seán MacBride, et grâce au financement de la Fondation Ford,
En 1970, Niall MacDermot succéda à Seán MacBride et en resta secrétaire général jusqu'en 1990. MacDermot a extrait la CIJ de son association délicate avec la CIA, la hissant au premier rang du mouvement international relevant des droits de l’homme.

## Développement et activités
En 1952, la CIJ fut l'une des premières ONG à se consacrer de façon généraliste aux droits de l'homme,.
En 1958 la CIJ comptait des sections et affiliations nationales dans plus de 70 pays.
En janvier 1959, la CIJ organise un congrès à Delhi où est adoptée la Déclaration de Delhi sur la primauté du droit.
En 1978, elle crée le « Centre pour l'indépendance des magistrats et des avocats » (CIMA), qui œuvre pour promouvoir et protéger l'indépendance juridique et légale et l'impartialité.
En 1986, un groupe de spécialistes du droit international, rassemblé par la Commission, étudie les obligations des États signataires du Pacte international relatif aux droits économiques, sociaux et culturels.
En 1993, la CIJ participe à la Conférence mondiale sur les droits de l'homme et à la fondation de la Cour pénale internationale. Puis, en 2006, elle participe à l'élaboration des Principes de Jogjakarta sur les droits des personnes LGBT dans le monde.
Aujourd'hui, le groupe de la commission permanente se compose de 60 élus par les avocats de premier plan dans le monde et ses sections nationales et des sociétés affiliées opèrent dans plus de 80 pays,
La CIJ est membre du jury du prix Martin-Ennals.

## Prix
La CIJ a reçu de nombreux prix internationaux :
- En 1980, le premier prix européen des droits de l'homme attribué par le Conseil de l'Europe,
- En 1985, le prix Wateler de la Paix
- En 1989, le prix Érasme.
- En 1993, le prix des droits de l'homme des Nations unies[31].
- Le 13 avril 2013, le dalaï-lama a remis le prix Lumière de la vérité à Wilder Tayler, secrétaire-général de la CIJ[32].

## Rapports sur le Tibet
En 1959, la CIJ a produit un rapport concluant que les Tibétains étaient privés de leurs droits fondamentaux selon le droit international, et que la république populaire de Chine réprimait systématiquement et brutalement la liberté politique et religieuse au Tibet.
Ce rapport dresse liste des principales personnalités dont les témoignages sont produits. Il s'agit, pour les Tibétains, du Dalaï-Lama, du Panchen Lama, de Ngabo Ngawang Jigme, de Chaghoe Namgyal Dordjé, ancien gouverneur d'une province tibétaine, de Thenlo Thegy Gompa, sérviteur d'un marchand tibétain, et pour les Chinois, des généraux Tchang Kouo-houa et Fan Ming, et de Shirob Jalt-so, président de l'association bouddhiste chinoise.
En 1960, la CIJ a produit un second rapport concluant, que le Tibet était « à tout le moins un état indépendant de facto » avant 1951, que la république populaire de Chine l'avait illégalement envahi et qu'elle commettait un acte de génocide culturel contre le peuple tibétain,,.
Mais aussi, dans ce rapport, la CIJ a estimé il n'y avait pas suffisamment de preuves de la destruction des Tibétains en tant que race, nation ou groupe ethnique par des méthodes susceptibles d'être considérées comme relevant du génocide selon le droit international.
Dans un second rapport intitulé « Violations continues des droits de l'homme au Tibet », publié en décembre 1964 et fondé sur les comptes-rendus des réfugiés tibétains fuyant en Inde, la CIJ a dévoilé « la continuation de mauvais traitements de nombreux moines, de lamas, et d'autres personnalités religieuses, ayant pour résultat la mort par la torture excessive, les coups, la famine et le travail forcé… ». À la suite de ce rapport et d'un appel du dalaï-lama, la question du Tibet a été introduite sous la forme d'une nouvelle résolution à l'ONU soutenue par les mêmes pays qu'en 1961, auxquels se sont joints le Nicaragua et les Philippines.
En 1997, un rapport de la CIJ intitulé Tibet: Human Rights and the Rule of Law documentait l'augmentation récente de la répression chinoise au Tibet, et recommandait la tenue d'un référendum sous supervision de l'ONU, pour vérifier les souhaits du peuple tibétain en relation avec son droit à l'autodétermination contribuerait significativement à résoudre le conflit politique au Tibet,.

## Rapport: «Cuba et la Primauté du Droit»
En 1963, la CIJ produit un rapport de 296 pages : « Cuba et la Primauté du Droit, », « sous le régime révolutionnaire de M. Fidel Castro. Ce sont M. Castro et ses partisans qui qualifient eux-mêmes leur gouvernement de révolutionnaire » (Introduction). L’enquête menée par la Commission, composée de 27 juristes internationaux, s’est étendue sur une période de plusieurs années et a entraîné l’examen de documents officiels ou privés, ainsi que « l’audition et l’examen approfondi de dizaines de témoins des événements survenus à Cuba avant et après le renversement de la dictature de Batista ». Jeannine Verdès-Leroux, historienne et sociologue, y fait, dans son essai « La Lune et le Caudillo » (prix Biguet de l'Académie française), très souvent référence pour argumenter sa dénonciation de la dictature castriste.
Le rapport est divisé en quatre parties :
- l’exposé général des caractéristiques politiques, sociologiques et économiques de Cuba ;
- la législation constitutionnelle de Cuba ;
- une étude des dispositions de fond et de procédure de la nouvelle législation pénale cubaine ;
- les conséquences pratiques, au moyen de rapports et de témoignages apportés par des victimes et des témoins appartenant à toutes les couches de la société cubaine, des points précédents.

L’histoire de la législation révolutionnaire cubaine apparaît en conclusion de cette étude « comme un processus de concentration systématique du pouvoir, dont l’objectif final est la création d’une dictature centralisée ». La Commission estime que le slogan « La liberté avec le pain et sans la terreur », a fait place à « La terreur sans liberté ni pain ».

## Critiques de la CIJ
Narasimhan Ram, rédacteur en chef du journal The Hindu, reproche à la CIJ d'avoir fait cause commune avec la campagne « Indépendance pour le Tibet » en accusant faussement le Gouvernement chinois de ne pas respecter « les droits de l'homme, la liberté de culte et le libre exercice des activités politiques », de se livrer à « des arrestations et mises en détention arbitraires, à des tortures et mauvais traitements », de « faire reculer la langue tibétaine », de « dégrader l'environnement et de menacer certains aspects de l'identité et de la culture tibétaines ».
L'historien américain Tom Grunfeld a qualifié le texte fondateur de la question du génocide, à savoir les allégations de génocide culturel émises par de la CIJ à la suite du soulèvement tibétain de 1959, de produit de l'anti-communisme du temps de la guerre froide.

## Membres
- Bahri Guiga, membre de 1971 à 1979[47].
- Adama Dieng, membre de juillet 1982 à 1990 en tant que juriste pour l'Afrique, en 1990, il est nommé secrétaire général de la CIJ pour deux mandats de cinq ans.
- Reed Brody, de 1987 à 1992.
- Irene Khan, en 1979.
- Seán MacBride, fut le secrétaire général de la CIJ entre 1957 et 1970.
- Purshottam Trikamdas.